# Kamoro
El pueblo kamoro vive al sur de Irian Jaya, provincia indonesia de la isla de Papúa.
Tierra regida por las mareas, tanto que cuando salen a cazar, en muchas ocasiones tienen que pasar días enteros en medio de la jungla porque las mareas no les permiten regresar a su poblado, se les considera grandes guerreros, hábiles cazadores y buenos escultores.

## Tradiciones
Tienen creencias espirituales en sus antepasados, los honran, los lloran, les cantan y los homenajean en bastantes situaciones diarias.

### Karapao
Es un ritual en el que el niño pasa a ser hombre.

Comienzan pintando al "Bitoro" una especie de totem al que adornan y pintan con diversos colores llamativos, que se coloca en la casa del Karapao, para que a través de su ojos, los ancestros vean al niño y decida si está preparado para ser hombre, mientras los demás miembros de la tribu y de las demás tribus kamoros cercanas, pasan toda el día bailando y llorando porque un miembro de su tribu va a dejar de ser niño para ser hombre adulto.

## Alimentación
Su alimentación está basada básicamente en presas de caza: cocodrilos, tiburones o cerdos salvajes son algunas de las más habituales. 

Como delicias para ellos se encuentran, las larvas y los tambelos.

## Indumentarias
La vestimenta de los kamoros es muy simple, consiste en unas faldas de hojas superpuestas, tanto para hombres como para mujeres, pintan su cuerpo con colores muy diversos y llamativos. 

## Curiosidades
En 2010 el programa Perdidos en la tribu de canal Cuatro España, seleccionó esta tribu para realizar su 2a temporada.